# LAR グリズリー
LAR グリズリー (LAR Grizzly) または グリズリー・ウィンマグ (Grizzly Win Mag) は、アメリカ合衆国のL.A.R.マニュファクチャリング社(L.A.R. Manufacturing Inc USA)が製造・販売していた半自動拳銃である。 
複数のモデルが存在したが、中でも Mark V はデザートイーグルと競合すべく.50AEを採用していた。

## 概要
1980年代に口径可変型自動拳銃の特許を取得したペリー・アーネット(Perry Arnett)からのライセンスによりL.A.R.マニュファクチャリング社が製造した。アーネットの原設計には欠陥があり、L.A.R社の創業者ハインツ・オーガット(Heinz Augat)により改良が施されている。
本拳銃はM1911自動拳銃をベースとしながらもより大きく強力な実包を発射できるよう設計された大型部品を用いた改造銃である。ペリー・アーネットが製作したプロトタイプは、.45ウィンチェスターマグナムに合わせて2丁のM1911のフレームと遊底を切断・溶接したもので、反動抑制と強度アップのために遊底に鋼板2枚が追加で溶接されていた。 
1983年から1999年にかけて6種類の実包が使用できる4バージョンが発売され、約15,000丁が製造された。改造部品の取付はすべて手作業で行われ、高精度を実現していた。 最初に発売されたMark I は.45ウィンチェスターマグナム対応であったが、これに続いて .45ACP、10mmオート、.357マグナムなど他の弾種に対応するコンバージョンキットが販売された。その後、高腔圧の .44マグナム に対応した Mark IV、デザートイーグルに対抗するために .50AE に対応した Mark V も発売された。さらに、専用のワイルドキャット弾 .357/45グリズリー・ウィンチェスターマグナムを使用するモデルも発売された。 
本銃は、かつて商業的に生産された半自動拳銃の中で最強のものであった。本銃の製造と販売は1999年に終了したが、L.A.R.マニュファクチャリング社によるスペアパーツの供給はその後も続けられた。

## 構成
グリズリーはM1911 自動拳銃を大口径化改造したもので、ほとんどの部品は標準サイズのM1911の部品と交換可能であった。
標準モデルの遊底は長さ5.5インチで、たいていは遊底より1インチ長い6.5インチのバレルと組み合わせられていた。5.5インチバレルと工場取付のブッシング型リコイルコンペンセーターを組み合わせたものはあまり見られない。ごく少数ながら、狩猟やシルエット競技用の特別モデルとして、8インチバレルおよび10インチバレルのものも生産された。 
グリズリーの口径変換キットは、バレル、マガジン、エジェクター、エクストラクター、バレルブッシュとリコイルスプリングをセットにしたものであった。一部のモデルでは、ブッシングタイプのリコイルコンペンセイターと、これに使用するレンチも含まれていた。 

### 専用部品
グリズリー Mark I の部品のほとんどは、M1911の設計図通りの標準部品になっている。一方で、装薬量が多く強力な実包を扱うためにマガジンが前後方向に拡大されていることもあって、以下の部品は交換できない。 
マガジン
マガジンウェルは .45ウィンチェスターマグナムに対応できるよう拡大されており、マガジンも深くなっている。10mmオート用および .45ACP用のマガジンには、奥行きを詰めるために板金がはめ込まれている他、10mmオート用マガジンでは弾頭に合わせてフィードチャネルの幅を狭めるためにフィードリップの幅と溝が変更されているが、マガジン全体の寸法は標準の .45ウィンチェスターマグナム用マガジンと同じである。
工場での改造ではないが、10mmオート用の標準マガジンが装着できるようにしてあるものもある。
トリガー
グリズリーのトリガーはM1911年より長くなっている。
エクストラクタ
エキストラクタヘッドはM1911より0.4インチほど長い。
撃針
M1911より長い。
バレル
バレルフードがM1911より長くなっている。
リコイルスプリング
強力な実包に合わせて、27ポンドに強化されている。
プランジャースプリング
M1911より長い。

## 操作
.45ウィンチェスターマグナム用の Mark I および Mark II のリコイルスプリングの張力は、.45ACPを発射するM1911の16ポンドに対して27ポンドに強化されている。この堅いスプリングと大型の遊底の慣性の組み合わせにより、デザートイーグルやウィルディ・ピストルのようにガス圧を利用せずとも反動を扱いやすい程度に抑えることに成功している。小さく汚れやすいガスポートがないため、グリズリーは鉛弾を確実に発射することができる。 
グリズリーは、標準のM1911コマンダーと同じ長さのバレルブッシングを使用しつつ、より長い .45ウィンチェスターマグナムを装填・排莢するために必要な遊底のスライド量やバレルのスイング幅を確保できるようになっている。しかし、数百発の発射によりブッシングスカートに亀裂が生じる傾向がある。 
ペリー・アーネットは、バレルに二重のテーパー付きほぞを切ることで命中精度を高める特許も取得していたが、グリズリ－には採用されていない。 

## その他
日本の模型メーカーであるグンゼ産業（現：GSIクレオス）より1990年代前半に「グリズリー ウィン マグ(GRIZZLY WIN MAG)」の商品名でトイガンが発売されていた。1991年から1993年にかけて3種類のモデルが発売されたが、2022年現在は全て絶版となっている。